# Pneuminion velamen
Pneuminion velamen är en skalbaggsart som beskrevs av Perkins 1997. Pneuminion velamen ingår i släktet Pneuminion och familjen vattenbrynsbaggar. Inga underarter finns listade i Catalogue of Life.